# بروتين إجهاد شامل
نطاق بروتين الإجهاد الشامل عائلة عليا من الجينات المحفوظة التي يمكن العثور عليها في البكتيريا والعتائق والفطور والأوالي والنباتات. يتم تحفيز البروتينات الحاوية على هذا النطاق من قبل العديد من المجهدات البيئية مثل الحرمان من المغذيات والجفاف ودرجات الحرارة القصوى والملوحة العالية ووجود عوامل فك الاقتران والمضادات الحيوية والمعادن.
في وجود هذه المجهدات، يزداد تنظيم جينات يو إس بّي ما يؤدي إلى إنتاج كميات كبيرة من بروتينات يو أس بّي من قبل الخلية. يسمح الإنتاج المفرط لجينات يو أس بّي للكائنات الحية بالتعامل مع حالات الإجهاد بشكل أفضل من خلال آليات غير معروفة إلى حد كبير. مع ذلك، تغير جينات يو إس بّي التعبير عن مجموعة متنوعة من الجينات التي تساعد على التعامل مع حالات الإجهاد.

## الوظيفة
تتمثل الوظيفة الأساسية لهذه العائلة العليا في حماية الكائن الحي من الإجهاد البيئي مثل التعرض للأشعة فوق البنفسجية، والذي قد يحفز الجينات التي تحتوي على نطاق يو إس بّي بهدف حماية الدنا (الحمض النووي الريبوزي منقوص الأكسجين) والخلية عمومًا من مزيد من الضرر. في أثناء حرمان البكتيريا من المغذيات، غالبًا ما توقف جينات يو إس بّي نمو الخلايا وتعزز عملية ألأيض لتتكيف مع ندرة العناصر الغذائية.
تشير الأبحاث الحديثة أيضًا إلى أن البروتينات التي تحتوي على هذا النطاق تملك وظائف خارج نطاق التعامل مع المجهدات البيئية. أظهر ناتشين وآخرون أنه في الإشريكية القولونية، تشارك جينات يو إس بّي في عمليات مثل الالتصاق والحركة. لاحظ الباحثون، من خلال وسائل «تعطيل» جينات يو إس بّي المعروفة باسم يو إس بّي إي ويو إس بّي سي، نتائج تشير إلى انعدام القدرة على السباحة والحركة بالكامل، على التوالي. على العكس، أُثبت أن وجود طفرات في جينات يو إس بّي إف ويو إس بّي جي قد عزز قدرتها على السباحة في الأوساط المائية. لذلك، تتأثر القدرة على الحركة إيجابًا وسلبًا على حد سواء في الإشريكية القولونية. يوضح ذلك أن تأثير يو إس بّي في جميع أنحاء الخلية قد يكون واسع الانتشار لعدد من الأسباب.

## التطور
تشير الطبيعة واسعة الانتشار لهذه البروتينات إلى أن النطاق تطور في أنواع سلفية، ويجب تسليط الضوء على الأهمية البيولوجية الواضحة لهذه البروتينات حتى بقيت موجودة في مجالات الحياة الثلاثة. اقتُرح أن نطاق يو إس بّي إيه كان جزءًا من عائلة بروتينات قديمة. هذا يرجع إلى التشابه في البنية مع العديد من الكائنات الحية ذات الصلة البعيدة. أكد أرافيند وآخرون هذه الأفكار بإجراء تحليل تطوري شامل. اقترح أرافيند أن هذه البروتينات كانت جزءًا من عائلة بروتينية أكبر بكثير والتي كانت موجودة ومتنوعة في السلف الشامل الأخير لجميع أشكال الحياة الباقية. اقتُرح أن الوظيفة الأصلية لها تتمثل بموقع ارتباط النيوكليوتيدات والذي كان له دور في عملية نقل الإشارة.

## البنية
نظرًا لانتشار نطاق يو إس بّي بين العديد من الكائنات الحية، هناك تنوع كبير في بنى هذه البروتينات. بالنسبة للمستدمية النزلية، يوجد يو إس بّي إيه في السيتوبلازم. يشكل البروتين مثنوي غير متماثل يملك بنى ألفا وبيتا مطوية مميزة. هناك اختلافات بين أنواع البكتيريا في بعض الجوانب مثل مواقع ارتباط الأدينوسين ثلاثي الفوسفات. في هذه الحالة، لا يحتوي يو إس بّي إيه على نشاط رابط للأدينوسين ثلاثي الفوسفات. بشكل عام، تشكل بروتينات يو إس بّي مثنويات وتملك مجالات لارتباط النوكليوتيدات. مع ذلك، نظرًا لتنوع المجموعة، ولأن البنية الدقيقة غير معروفة تمامًا، لا يمكن الحديث عن كافة أنواع يو إس بّي. بالإضافة إلى ذلك، قد يوجد يو إس بّي إيه في مناطق مختلفة من الخلية. مثلًا، في هذه الحالة كان يوجد في السيتوبلازم، ولكن، قد يكون موجودًا في غشاء الخلية ضمن خلايا أخرى.

## البكتيريا
تُجرى الكثير من الأبحاث حول يو إس بّي على البكتيريا، وتحديدًا الإشريكية القولونية (سلالة كاي-12). لذلك، يُعرف الكثير عن مجالات يو إس بّي في البكتيريا. في الإشريكية القولونية، توجد ست عائلات من نطاقات يو إس بّي الموجودة في أكثر من 1000 بروتين مختلف. تشمل هذه العائلات يو إس بّي إيه وسي ودي وإي وإف وجي، ويتم تحفيزها بواسطة مجهدات بيئية مختلفة وغالبًا ما تعمل بآليات مختلفة.
يو إس بّي إيه هو النطاق الأكثر دراسته نظرًا لوجوده على نطاق واسع ضمن الجينوم البكتيري. يرتبط يو إس بّي إيه بشكل خاص بمقاومة عدد كبير من المجهدات وأبرزها التعرض للتيتراسايكلن ودرجات الحرارة المرتفعة، باستثناء عدم تشكيل استجابة لصدمة البرودة. يُعتقد أن يو إس بّي إيه هام بشكل خاص لانتعاش بكتيريا الإشريكية القولونية بعد الحرمان من المغذيات. لا يبدو أن يو إس بّي إيه يؤثر على التعبير الجيني أثناء ظروف النمو الطبيعية. مع ذلك، خلال الظروف المجهدة مثل الحرمان من الكربون، أُثبت أن يو إس بّي إيه له تأثير عام على التعبير الجيني. تتمثل الآلية المقترحة لمثل هذا التغيير في التعبير الجيني في ارتباط يو إس بّي إيه بالدنا. عند حدوث طفرة في يو إس بّي إيه، تصبح الإشريكية القولونية أكثر عرضة لتلف الدنا الناجم عن الأشعة فوق البنفسجية. يجب ملاحظة أن استجابات يو إس بّي مستقلة عن العديد من استجابات الإجهاد الأخرى التي تظهر في البكتيريا مثل آر بّي أوه إس.

## الأهمية السريرية

### السل
توجد المتفطرة السلية، وهي العامل المعدي المسؤول عن مرض السل، لدى نحو ملياري شخص. يُعرف مرض السل بقدرته على الانتقال إلى حالة كامنة إذ يكون النمو بطيئًا ولكن الجرثومة تبقى بمعدل عالٍ ضمن عائل الثدييات في بنى تسمى الأورام الحبيبية. تتكون هذه البنى من مواد خلوية وخلايا مناعية مختلفة. تشمل هذه الخلايا والمواد الخلايا البلعمية الكبيرة والخلايا المتعادلة والسليلوز والدهون. لطالما اقتُرح أن جينات يو إس بّي تلعب دورًا مهمًا في بقاء المتفطرة السلية ضمن العائل البشري. يُعزى ذلك إلى وجود جينات يو إس بّي بكل غزير داخل المتفطرة السلية في مرحلة الورم الحبيبي الكامن من العدوى.

### السلمونيلا
بالمثل، تعد جينات يو إس بّي ضرورية لبقاء وجود السلمونيلا، العامل المسبب لداء السلمونيلات. في البلدان النامية، يعتبر التسمم الغذائي من هذا النمط حالة مهددة للحياة. تلعب جينات يو إس بّي دورًا في عملية توقف النمو واستجابات الإجهاد والفوعة المرضية. ينجم تحفيز يو إس بّي إيه عن الإجهاد الأيضي والتأكسدي والحراري. في هذه الظروف، يحدث إنتاج فائض من يو إس بّي إيه عبر تنظيم النسخ بواسطة بّي بّي جي بّي بّي وبروتين ريكا. يُعتقد أن هذه الاستجابات تشارك في حماية الدنا. نتيجةً لذلك، يساعد يو إس بّي إيه السلمونيلا في مقاومة العوامل المجهدة التي يشكلها الجهاز المناعي لدى الثدييات والتي تساعدها في البقاء على قيد الحياة، ولهذا السبب، تبدي السلمونيلا قدرة إمراضية. عند تثبيط يو إس بّي إيه في السلمونيلا، تموت العوامل الطافرة قبل أوانها، ما يوضح أهمية هذه البروتينات للبقاء والاستمرار. قد يساعد فهم هذه العمليات الباحثين في تطوير أدوية فعالة لعلاج هذه الحالات من العدوى.